# 佐波山トンネル
佐波山トンネル（さばやまトンネル）は、山口県の佐波山の山麓を越える国道262号にあるトンネルである。山口市と防府市を結んでいる。

## 概要
現在のトンネルは複線型で、上下線が分離している。国道262号でも交通量の多い区間にある。
かつては暫定2車線で、対面通行を行っていた。
2009年の豪雨（平成21年7月中国・九州北部豪雨）の際はトンネル付近で土砂崩れがあったため、トンネルを含む付近の区間が通行止めになったほか、2010年に発生した豪雨においても、このトンネルは通行止めになった。

## 変遷
- 江戸時代には、現在の佐波山トンネルのほぼ上を萩往還が通っていた。現在も道筋は残っている。
- 1887年、佐波山洞道（さばやまどうどう）が開通した。全長518mは開通当時、道路トンネルとしては日本第3の長さであった[4]。
- 1914年、防府と山口を結ぶ乗合自動車（バス）がトンネルを通って運行を始めた[5]。
- 1971年、佐波山トンネル（新しいトンネル）が開通した[6]。
- 1973年9月、旧洞道の改修[要出典]が終了し、複線での供用が開始された（改修された旧洞道[要出典]は防府方面行き、1971年竣工のトンネルを山口方面行きとする）[7][8]。

## 規格
- 車線 - 両側4車線（トンネル部は片側2車線となっており、上下線別に2つのトンネルが供用されている。）
- 制限速度 - 60km/h

## 周辺
- 右田ヶ岳
- 防府市斎場